# Day of the Dreamer
Day of the Dreamer is een livealbum van de toen nog geheel Britse muziekgroep Renaissance. Na de twee varianten Michael Dunfords Renaissance en Annie Haslams Renaissance is nu gekozen voor Renaissance featuring Annie Haslam. Het ware beter geweest, dat vermeld werd dat dit Renaissance in de “oude” succesvolle samenstelling was. De site gewijd aan Renaissance houdt het erop dat de opnamen zijn van een eenmalig concert uit 1978, behalve voor de twee laatste tracks, deze waren waarschijnlijk al te horen op BBC Sessions. De tijd kan wel kloppen gezien de kwaliteit van de stem van Haslam, die in latere jaren toch wat onzuiverder werd. Daar is hier nog geen sprake van. Exacte datum en plaats van concert zijn onbekend. Er werd in ieder geval niet met symfonieorkest gespeeld; het is alleen de band.

## Musici
- Annie Haslam - zang
- Jon Camp – basgitaar, zang
- Michael Dunford – gitaren
- John Tout – toetsinstrumenten
- Terence Sullivan – slagwerk, percussie

## Composities
| Nr. | Titel                                    | Duur  |
| --- | ---------------------------------------- | ----- |
| 1.  | Can You Hear Me                          | 13:59 |
| 2.  | Carpet of the Sun                        | 3:51  |
| 3.  | Naamloos                                 | 10:10 |
| 4.  | Back Home Once Again                     | 4:07  |
| 5.  | Can You Understand/The Vultures Fly High | 5:29  |
| 6.  | Song for All Seasons                     | 11:09 |
| 7.  | Prologue                                 | 7:37  |
| 8.  | Ocean Gypsy                              | 7:44  |
| 9.  | Running Hard                             | 9:35  |

Annie Haslam schepte nog op. In het voorwoord stelde ze dat de band gezegend was met een stem getraind voor opera, die haar gelijke niet kent in de progressieve rock.
Studio: Renaissance (1969) · Illusion (1971) · Prologue (1972) · Ashes Are Burning (1973) · Turn of the Cards (1974) · Scheherazade and other stories (1975) · Novella (1977) · A Song for All Seasons (1978) · In the Beginning (1978) · Azure d'Or (1979) · Camera Camera (1981) · Time-Line (1983) · Tuscany (2000) · The Mystic and The Muse (ep) (2010) · Grandine il Vento (2012)
Annie Haslams Renaissance: Blessing in Disguise  (1994)
Michael Dunford's Renaissance: The Other Woman  (1994) · Ocean Gypsy (1997)
Live: Live at Carnegie Hall (1976) · Renaissance Live at the Royal Albert Hall (1977) · BBC Sessions (1999) · Day of the Dreamer (2000) · Renaissance Unplugged (2000) · In the Land of the Rising Sun (2002) · Dreams and Omens (2008) · Renaissance DeLane Lea Studios 1973 (2015) · A symphonic journey (2018)
Compilatie: Tales of 1001 Nights (Parts 1 and 2) (1990) · Da Capo (1995) · Songs from Renaissance Days (1997) · Live & Direct (2002)